# Justicia tukuchensis
Justicia tukuchensis är en akantusväxtart som beskrevs av V.W. Graham. Justicia tukuchensis ingår i släktet Justicia och familjen akantusväxter. Inga underarter finns listade i Catalogue of Life.